# Jean Gravier de Vergennes
Jean Charles Gravier, markýz de Vergennes (francouzsky Jean Charles Gravier, marquis de Vergennes, baron de Tenare) (4. listopadu 1718 Dijon – 24. července 1794 Paříž) byl francouzský šlechtic a diplomat. Od mládí působil ve státní správě v Burgundsku, kde také vlastnil statky. Díky vlivu svého mladšího bratra Charlese, který byl dlouholetým ministrem zahraničí, vstoupil do diplomatických služeb a za vlády Ludvíka XVI. zastával funkci vyslance v několika evropských zemích. Za francouzské revoluce byl popraven.

## Životopis

Erb rodu Gravier de Vergennes

Pocházel z podnikatelské rodiny připomínané od 16. století a později povýšené do šlechtického stavu. Narodil se jako starší syn Charlese Graviera de Vergennes (1693–1745), který působil jako státní úředník v Dijonu. V roce 1738 vstoupil do státních služeb, nakonec byl prezidentem finančního účetního dvora v Burgundsku, kde byl po otci dědicem rodových statků. Pozdějšími nákupy získal i další majetek, v roce 1782 koupil panství Passy-les-Tours. Jako hlava rodu užíval titul markýze.
Vlivem svého mladšího bratra Charlese, který byl dlouholetým ministrem zahraničí, vstoupil za vlády Ludvíka XVI. do diplomatických služeb. V roce 1775 byl jmenován vyslancem ve Švýcarsku, kde uzavřel novou obchodní smlouvu. V letech 1777–1779 byl vyslancem v Portugalsku a v letech 1779–1785 velvyslancem v Benátské republice. Nakonec se vrátil do Švýcarska, kde byl znovu vyslancem v letech 1785–1789. Po vypuknutí francouzské revoluce rezignoval a vrátil se do Francie. V roce 1794 byl obviněn z kontrarevoluce a 24. července 1794 v Paříži popraven. Gilotinován byl spolu se svým synem Charlesem (1751-1794).
V roce 1746 se oženil se svou vzdálenou sestřenicí Jeanne Chevignard de Chavigny (1727-1784). Z jejich manželství pocházely čtyři děti, dvě dcery a dva synové. Starší Charles Xavier Gravier de Vergennes (1751–1794) byl popraven spolu s otcem za francouzské revoluce. Mladší syn Jean Charles Gravier de Vergennes (1756–1827) sloužil v armádě, v době císařství získal titul barona a v roce 1814 dosáhl hodnosti maréchal de camp (generálmajor).
Jeho mladší bratr Charles Gravier de Vergennes (1719–1787) patřil k významným osobnostem francouzské diplomacie 18. století, proslul jako dlouholetý velvyslanec v Turecku (1755–1768) a v letech 1774–1787 byl ministrem zahraničí.